# North East Hertfordshire
Circonscription parlementaire de la Chambre des communes
La circonscription de North East Hertfordshire est une circonscription électorale anglaisr située dans l'Hertfordshire et représentée à la Chambre des communes du Parlement britannique.

## Géographie
La circonscription comprend :
- Les villes de Letchworth Garden City, Baldock et Royston.

## Députés
Les Members of Parliament (MPs) de la circonscription sont :
| Législature                                                                                | Années        | Député | Député       | Parti        |
| ------------------------------------------------------------------------------------------ | ------------- | ------ | ------------ | ------------ |
| North East Hertfordshire issue de Hertfordshire North, Hertford and Stortford et Stevenage |               |        |              |              |
| 52e                                                                                        | 1997–2001     |        | Oliver Heald | Conservateur |
| 53e                                                                                        | 2001–2005     |        | Oliver Heald | Conservateur |
| 54e                                                                                        | 2005–2010     |        | Oliver Heald | Conservateur |
| 55e                                                                                        | 2010–2015     |        | Oliver Heald | Conservateur |
| 56e                                                                                        | 2015–2017     |        | Oliver Heald | Conservateur |
| 57e                                                                                        | 2017–2019     |        | Oliver Heald | Conservateur |
| 58e                                                                                        | 2019–en cours |        | Oliver Heald | Conservateur |

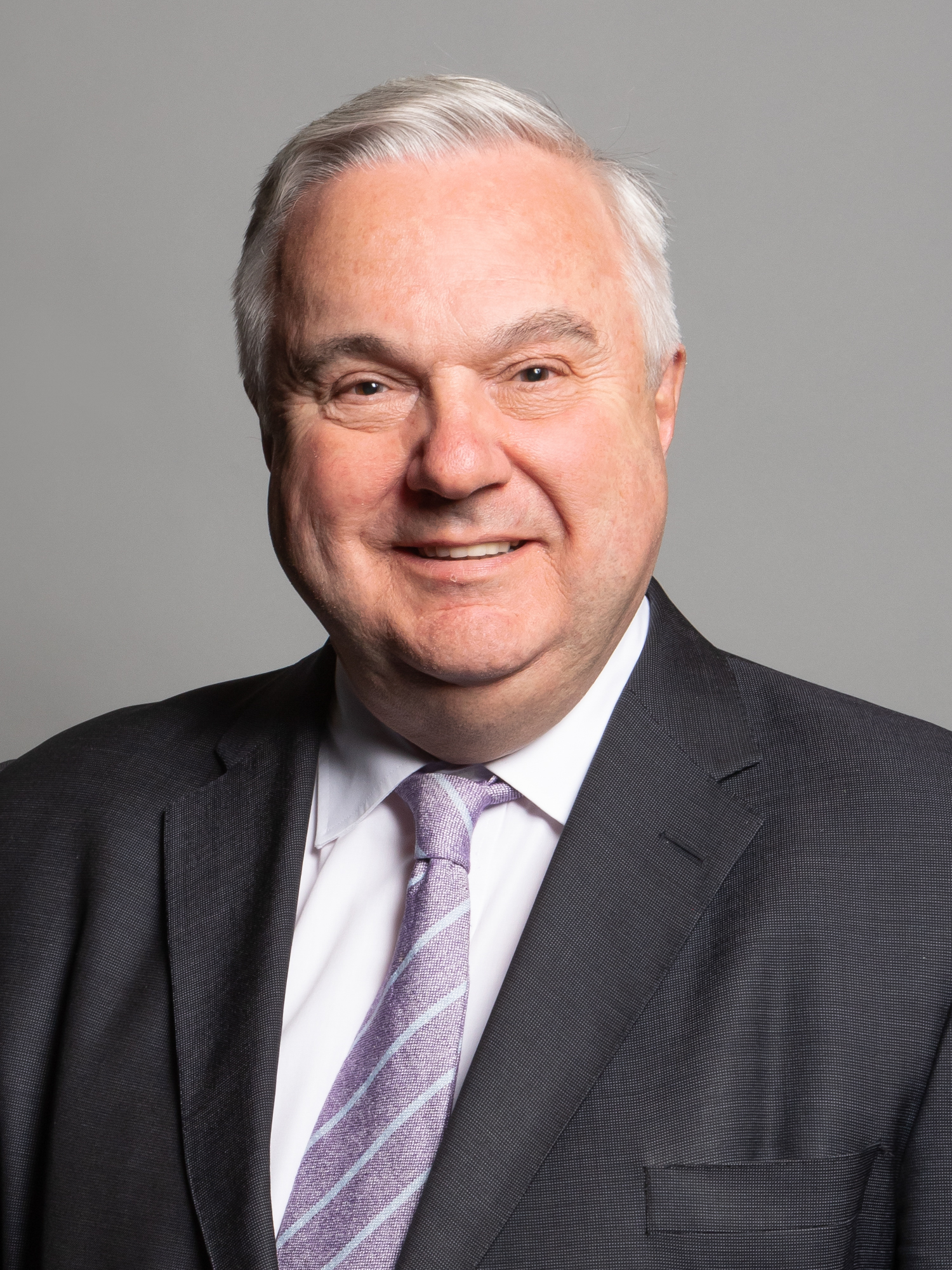
Oliver Heald (1997-en cours)